# Alain Marot
Pas d'image ? Cliquez ici

a Compétitions nationales et continentales officielles uniquement.

b Matchs officiels uniquement.
Dernière mise à jour le 7 septembre 2022.
Alain Marot, est né le 11 mars 1948 à Bergerac. C’est un ancien joueur de rugby à XV, qui a joué avec l'équipe de France et le CA Brive. Il évoluait au poste de trois-quarts centre, puis d'arrière (1,70 m pour 72 kg). 

## Carrière

### En club
- CA Brive : 1966-1980

### En équipe nationale
Il a disputé son premier test match le 14 décembre 1969, contre l'équipe de Roumanie. Son dernier test match fut contre l'équipe d'Australie, le 24 octobre 1976.

## Palmarès

### En club
- Finaliste du Championnat de France (2): 1972 et 1975
- Finaliste du Challenge Yves du Manoir (1): 1974

### En équipe nationale
- Sélection en équipe nationale : 7
- Sélections par année : 1 en 1969, 3 en 1970, 1 en 1971, 1 en 1972 et 1 en 1976
- Tournoi des Cinq Nations disputé : 1970, 1972
- Vainqueur du tournoi en 1970